# Cartulário (título bizantino)
Cartulário (em grego: χαρτουλάριος; romaniz.: Chartoularios; plural: chartoularioi ou chartularii; em latim: chartularius), palavra com a mesma raiz latina que o português "cartulário", foi a designação dada a um funcionário superior da administração do final do Império Romano e do Império Bizantino, responsável por tarefas administrativas e fiscais, quer como oficial subalterno dum departamento ou província ou como líder de vários gabinetes autónomos.

## História
O título deriva do latim charta (em grego: χάρτης), um termo aplicado a documentos oficiais, e é atestado a partir de 326, quando cartulários (chartularii) foram empregues nas chancelarias ou gabinetes (scrinia) de altos funcionários do estado romano (prefeitura do pretório, officium do mestre dos soldados, etc.). Originalmente simples funcionários inferiores, no século VI já tinham ganhado importância, a ponto de Pedro, o Patrício chamar cartulários aos oficiais civis para os distinguir dos oficiais militares.
A partir do século VII, os cartulários continuaram a ser empregados como chefes de subdepartamentos do departamento fiscal (secreto ou logotésio), como chefes de departamentos independentes, ou na administrações provinciais (temas) e militares (tagmas), mas também há registo de cartulários terem sido nomeados para dirigirem exércitos. O equivalente eclesiástico era chamado cartofílax (em grego: χαρτοφυλαξ; romaniz.: chartophylax, um termo que por vezes era usado como sinónimo de cartulário.

## Tipos de cartulários
- Cartulários da estrada/do corredor (em grego: χαρτουλάριοι τοῦ [ὀξέος] δρόμου; romaniz.: chartoularioi tou [oxeos] dromou) eram oficiais subalternos do departamento do dromo, sob a alçada do logóteta do dromo, uma espécie de ministro dos correios e dos negócios estrangeiros.[3]

- Grandes cartulários do departamento (em grego: χαρτουλάριοι μεγάλοι τοῦ σεκρέτου; romaniz.: chartoularioi megaloi tou sekretou) eram chefes de diversos gabinetes do departamento geral [do fisco] (genikon).[4]

- Cartulários externos (em grego: ἔξω χαρτουλάριοι; romaniz.: exō chartoularioi) ou cartulários do tesouro (em grego: χαρτουλάριοι τῶν ἀρκλῶν; romaniz.: chartoularioi tōn arklōn)[4] eram oficiais seniores do tesouro colocados nas províncias ("externos" significa  de fora de Constantinopla).[5][6]

- Cartulário do registro (em grego: χαρτουλάριος τοῦ οἰκιστικοῦ; romaniz.: chartoularios tou oikistikou ou simplesmente o registro (ho oikistikos), cujas funções específicas são desconhecidas, mas que se sabe que dependia do departamento geral (genikon); tornou-se um gabinete independente no século XI, mas desapareceu pouco depois. Há registo de que estava encarregado das isenções fiscais e tinha vários deveres jurídicos em alguns temas no século XI; o posto pode ter estado associado aos domínios imperiais (oikoi).[7][8]

- cartulários do secreto (em grego: χαρτουλάριοι [μεγάλοι] τοῦ σεκρέτου; romaniz.: chartoularioi [megaloi] tou sekretou) eram oficiais subalternos do departamento do logóteta dos militares, que supervisionava os impostos militares e outros cartulários dos temas (χαρτουλάριοι τῶν θεμάτων) e tagmas (χαρτουλάριοι τῶν ταγμάτων), supervisionando os assuntos financeiros das tropas provinciais (dos temas) e imperiais (das tagmas).[9]

- Cartulário do sacélio (em grego: χαρτουλάριος τοῦ σακελλίου; romaniz.: chartoularios tou sakelliou), encarregado do tesouro do sacélio.[10]

- Cartulário do vestiário (em grego: χαρτουλάριος τοῦ βεστιαρίου; romaniz.: chartoularios tou vestiariou) era o encarregado do tesouro do vestiário.[11]

- Cartulário do canícula/caníclio (em grego: χαρτουλάριος τοῦ κανικλείου; romaniz.: chartoularios tou kanikleiou) era o responsável pelo "tinteiro" imperial (canícula ou caníclio), um posto atribuído ao ajudante do imperador em quem este tinha mais confiança.[12][13]

- Cartulário do estábulo (em grego: χαρτουλάριος τοῦ στάβλου; romaniz.: chartoularios tou stablou) era inicialmente um oficial subalterno abaixo do conde do estábulo; no século XI foi-lhe adicionado o epíteto megas ("grande") e passou a ser o chefe do seu próprio departamento, supervisionando as coudelarias imperiais (mitato ou cartularata) nos Balcãs e Ásia Menor, além de ser responsável pelo aprovisionamento do comboio de bagagens imperial.[14][15] O cartulário do estábulo tinha como seu subordinado outro cartulário, que tinha a seu cargo o grande acampamento militar (aplecto) em Malagina, na Bitínia (χαρτουλάριος τῶν Μαλαγίνων).[1]

- Grande cartulário (em grego: μεγας χαρτουλαριος; romaniz.: megas chartoularios) foi um título honorífico da corte dos paleólogos, mencionado por Jorge Codino, o qual não tinha funções específicas.[1]

- Havia ainda mais dois cartulários, um por cada um dos demos (distritos) da capital Constantinopla, o demo dos "Azuis" e o demo dos "Verdes".[16]